# Luo Wei
Luo Wei (罗微S, Luó WēiP; 23 maggio 1983) è un'ex taekwondoka cinese.

## Palmarès

### Olimpiadi
- 1 medaglia:
  - 1 oro (Atene 2004 nei 67 kg)

### Mondiali
- 2 medaglie:
  - 1 oro (Garmisch-Partenkirchen	2003 nei pesi medi)
  - 1 bronzo (Pechino 2007 nei pesi medi)

### Giochi asiatici
- 2 medaglie:
  - 1 oro (Doha 2006 nei pesi medi)
  - 1 bronzo (Busan 2002 nei pesi welter)